# Liste der State-, U.S.- und Interstate-Highways in North Dakota
Dies ist eine Aufstellung von State Routes, U.S. Highways und Interstates im US-Bundesstaat North Dakota, nach Nummern.

## State Routes

### Gegenwärtige Strecken
- North Dakota Highway 1
- North Dakota Highway 3
- North Dakota Highway 4
- North Dakota Highway 5
- North Dakota Highway 6
- North Dakota Highway 8
- North Dakota Highway 9
- North Dakota Highway 10
- North Dakota Highway 11
- North Dakota Highway 13
- North Dakota Highway 14
- North Dakota Highway 15
- North Dakota Highway 16
- North Dakota Highway 17
- North Dakota Highway 18
- North Dakota Highway 19
- North Dakota Highway 20
- North Dakota Highway 21
- North Dakota Highway 22
- North Dakota Highway 23
- North Dakota Highway 24
- North Dakota Highway 25
- North Dakota Highway 26
- North Dakota Highway 27
- North Dakota Highway 28
- North Dakota Highway 30
- North Dakota Highway 31
- North Dakota Highway 32
- North Dakota Highway 34
- North Dakota Highway 35
- North Dakota Highway 36
- North Dakota Highway 37
- North Dakota Highway 38
- North Dakota Highway 40
- North Dakota Highway 41
- North Dakota Highway 42
- North Dakota Highway 43
- North Dakota Highway 44
- North Dakota Highway 45
- North Dakota Highway 46
- North Dakota Highway 48
- North Dakota Highway 49
- North Dakota Highway 50
- North Dakota Highway 53
- North Dakota Highway 54
- North Dakota Highway 56
- North Dakota Highway 57
- North Dakota Highway 58
- North Dakota Highway 59
- North Dakota Highway 60
- North Dakota Highway 65
- North Dakota Highway 66
- North Dakota Highway 67
- North Dakota Highway 68
- North Dakota Highway 73
- North Dakota Highway 89
- North Dakota Highway 91
- North Dakota Highway 97
- North Dakota Highway 200
- North Dakota Highway 200A
- North Dakota Highway Alt 200
- North Dakota Highway 210
- North Dakota Highway 256
- North Dakota Highway 281
- North Dakota Highway 294
- North Dakota Highway 297
- North Dakota Highway 810
- North Dakota Highway 1804
- North Dakota Highway 1806

### Außer Dienst gestellte Strecken
- North Dakota Highway 7
- North Dakota Highway 29
- North Dakota Highway 33
- North Dakota Highway 39
- North Dakota Highway 47
- North Dakota Highway 55
- North Dakota Highway 61
- North Dakota Highway 62
- North Dakota Highway 63
- North Dakota Highway 69

## Interstate Highways
Gegenwärtige Strecken:
- Interstate 29
- Interstate 94
- Interstate 194

## U.S. Highways

### Gegenwärtige Strecken
- U.S. Highway 2
- U.S. Highway 10
- U.S. Highway 12
- U.S. Highway 52
- U.S. Highway 81
- U.S. Highway 83
- U.S. Highway 85
- U.S. Highway 281

### Außer Dienst gestellte Strecken
- U.S. Highway 2N
- U.S. Highway 2S
- U.S. Highway 59
- U.S. Highway 281N
- U.S. Highway 281S

## Sonstige besondere Highways ohne Nummer
- CanAm Highway